# 天童市立天童中部小学校
天童市立天童中部小学校（てんどうしりつてんどうちゅうぶしょうがっこう）は山形県天童市老野森にある公立小学校である。

## 概要
天童市の中心部にあり、周囲に天童市役所、天童市美術館、天童市民文化会館がある。学区は国道13号バイパスと奥羽本線に挟まれたエリアにあり（一部は奥羽本線よりも西側のエリアも学区に入る。）、学区内には天童温泉がある。天童市内では最大の児童数である。

## 沿革
出典
- 1879年（明治12年）3月14日 - 天童東・天童西・北目の3小学校が合併し、創立。
- 1889年（明治22年）7月 - 町村制実施により矢野目を分離、久野本学校を合併。
- 1892年（明治25年） - 天童尋常高等学校と改称。
- 1909年（明治42年）5月14日 - 実業補習学校付設。
- 1911年（明治44年）4月 - 東村山郡教育会事業として準教員養成所付設。
- 1920年（大正9年）3月20日 - 天童実科高等女学校を本校敷地内に設置。
- 1941年（昭和16年）4月1日 - 国民学校令により、天童町国民学校と改称。
- 1947年（昭和22年）4月1日 - 学制改革により、天童町立天童小学校と改称。
- 1954年（昭和29年）10月1日 - 1町6か村の合併により、天童町立天童小学校と改称。
- 1955年（昭和30年）4月1日 - 特殊学級設置。
- 1958年（昭和33年）10月1日 - 天童町の市制施行により、天童市立天童小学校に改称。
- 1960年（昭和35年）5月17日 - 現在地に校舎完成。
- 1962年（昭和37年）7月4日 - 校歌・校章制定。
- 1963年（昭和38年）4月1日 - 天童市立第一小学校に改称。
- 1976年（昭和51年）
  - 2月17日 - JRC加盟登録式挙行。
  - 4月1日 - 天童市立天童中部小学校に改称。同時に天童南部小学校が分離・開校。
  - 11月12日 - 校旗樹立。
- 1978年（昭和53年）11月3日 - 創立百周年記念式挙行し、記念事業を実施。
- 1982年（昭和57年）4月1日 - 天童北部小学校が分離・開校。
- 1986年（昭和61年）12月26日 - 校舎全面改修終了。
- 1988年（昭和63年）11月1日 - 創立百十周年記念式挙行。
- 1992年（平成4年）8月17日 - 新プール完成。
- 1993年（平成5年）8月30日 - グランド整備完了。
- 1995年（平成7年）
  - 7月27日 - 国旗掲揚塔が、プ－ル東側に完成。
  - 8月10日 - 天童中部小学校後援会発足。
- 1997年（平成9年）6月26日 - 新校舎建築安全祈願祭。
- 1998年（平成10年）4月9日 - 3学年の2学級と4学年から6学年までの児童が新南校舎で学習を開始。
- 1999年（平成11年）
  - 2月24日 - 創立120周年記念式挙行。
  - 3月4日 - 新北校舎と東渡り廊下が完成し、引き渡し。
  - 9月5日 - 正面玄関と中庭の整備工事完了。
  - 11月4日 - 新校舎落成式挙行。
- 2000年（平成12年）
  - 5月10日 - 相撲場改修。
  - 11月20日 - 遊具施設「オアシスランド」と築山「くまさん山」が完成。新築工事にともなう外構工事が完了。
- 2002年（平成14年）
  - 4月1日 - 学校完全週5日制実施。
  - 11月2日 - 学校・PTA・地域が一体となった総合文化祭「いちょうまつり」開催。
- 2007年（平成19年）
  - 10月29日 - オアシスランド遊具改修、防犯用PHS設置。
  - 12月6日 - 井戸贈呈式挙行。
- 2009年（平成21年）4月1日 - 主幹教諭配置に伴い運営組織改編研究部と特別支援教育部新設。
- 2011年（平成23年）3月11日 - 東日本大震災発生。大震災被災児童22名を受入れ。
- 2015年（平成27年）9月17日 - 準備室・教材室から普通教室への改築工事完了。
- 2017年（平成29年）1月20日 - 普通教室と特別教室への空調工事が完了。
- 2018年（平成30年）5月17日 - 創立140周年記念式典挙行。記念として、記念クリアファイル配付。
- 2020年（令和2年）3月13日 - エレベーター設置工事完了。

## 学校所在地
- 山形県天童市老野森2丁目6-4

## 学区
- 本町、老野森、天童中、桜町、交り江（一、二丁目）、久野本、東久野本、温泉、東本町、老野森、泉町、糠塚、柏木町
  - 嘱託区としては、21～25区、60区、61区、117～121区、131区、132区、134～151区、153区、155～158区、160区、164区、166～179区、189区、192～199区、515～520区、521区（国道13号東側を除く）、522区、523区となる[2]。

## 児童数
| 年度 | 男子 | 女子 | 計  |
| ---- | ---- | ---- | --- |
| 2010 | 348  | 369  | 717 |
| 2009 | 377  | 392  | 769 |
| 2008 | 394  | 369  | 763 |
| 2007 | 402  | 357  | 759 |
| 2006 | 407  | 358  | 765 |
| 2005 | 395  | 350  | 745 |
| 2004 | 393  | 339  | 732 |
| 2003 | 383  | 322  | 705 |
| 2002 | 388  | 364  | 752 |

## 進学先中学校
出典
- 第一中学校 - 嘱託区60区、61区、131区、132区、521～523区から通う児童の進学先。
- 第四中学校 - 上記「学区」から、第一中学校の通学区域を除く地域から通う児童の進学先。
  - なお、詳細な地域や地番は天童市教育委員会まで要問い合わせ。

## 周辺
天童市中心部に位置する
- 天童市立中央学童クラブ - 同一敷地内
- 地域生活支援センター天花 - 天童市道をはさんで、敷地が隣接。
- 天童市農業センター - 敷地が隣接。
- 天童市総合福祉センター - 敷地が隣接。
- 天童市中部公民館 - 総合福祉センターに隣接。
- 老野森公園
  - 老野森公園以外の公園も点在。
- 倉津川
- 天童市役所
  - 分庁舎 - 分庁舎が本校に近い。
  - 本庁舎
  - 上下水道事業所
  - 市役所西側には、市立図書館などの公共施設が点在。

## アクセス
- 山交バス「天童〜北町線」で、学校正門まで、
  - 天童駅前行「中部小学校口」停留所下車後、徒歩225m・約4分。
    - 「老野森三丁目」停留所からは、約340mと約1.5倍の距離となる。

  - さくらんぼ東根駅前・村山駅前経由北町行「老野森三丁目」停留所から、約270m・約4分。
    - 「中部小学校口」停留所からは、横断歩道が設置されている県道22号線と県道23号線との交差点まで廻る必要があるため、約325mとやや遠廻りになる。
- JR東日本山形新幹線・奥羽本線（山形線）天童駅より、
  - 徒歩約800m・約12分。
  - 上述の山交バスに乗車し1分、「中部小学校口」または「老野森三丁目」停留所下車後、徒歩。